# Herceghalom
Herceghalom é um município da Hungria, situado no condado de Peste. Tem 7,34 km² de área e sua população em 2015 foi estimada em 2.694 habitantes.